# Adelphe Chasles
Pour les articles homonymes, voir Chasles.
Adelphe Chasles est un homme politique français né le 5 octobre 1795 à Chartres (Eure-et-Loir) et mort le 28 janvier 1868 à Paris.

## Famille
Pour un article plus général, voir Famille Chasles.
Henri Lubin Adelphe Chasles est le fils de Charles-Henri Chasles (1772-1853), marchand de bois et actif dans les ponts et chaussées, conseiller général d'Eure-et-Loir pour le canton de Chartres-Sud-Est et président du tribunal de commerce de Chartres et de Catherine Émilie Hardouin (1771-1849).
Son frère aîné est le mathématicien Michel Chasles (1793-1880)

## Biographie
Il commence sa scolarité à Chartres, à l'école secondaire communale. Il poursuit ses études au Lycée impérial où il remporte les cinq premiers prix. La même année (1810), au concours des quatre lycées de Paris, il obtient un accessit en version latine, en thème latin et en version grecque. En 1812, en deuxième classe d'Humanité du même lycée, il obtient, lors de la distribution générale des prix aux quatre lycées réunis de Paris, un accessit en version latine, en thème latin et en vers latins.
En 1813, en rhétorique, lors de la distribution des prix du 18 août, il obtient le premier prix de discours français des nouveaux et de vers latins.
Après des études de droit, il est de 1823 à 1826, notaire à Paris, succédant à Maître Thomas Claude Caigné (1765-1823).
Ayant des ennuis de santé, ébranlé par la mort de son fils et de sa femme, il part vivre quelques années dans le Midi de la France pour rétablir sa santé.
Grâce à François Guizot, le 19 août 1830, il est nommé par le roi, maire de Chartres. Il prend ses fonctions le 27 août 1830. Le 23 septembre 1833, il présente sa démission de maire parce que le ministre a changé le tarif de l'octroi soumis à son homologation, sa démission est refusée par le ministre. Adelphe Chasles est maire de Chartres jusqu'au 10 décembre 1847.
Membre du conseil général d'Eure-et-Loir (élu par le canton de Voves) de 1833 à 1848, où son père siège également, il en devient le président en 1843.
Battu en octobre 1830 par le jurisconsulte François-André Isambert à l'élection législative de l'arrondissement de Chartres, il parvient l'année suivante à se faire élire dans ce même arrondissement député d'Eure-et-Loir, il le restera jusqu'à la révolution de 1848, étant constamment réélu. Il siège dans la majorité soutenant les ministères de la monarchie de Juillet.
Il fut également président du comice agricole de Chartres.
On lui doit en sa qualité de maire de Chartres la création du quartier des Petits-Blés, la démolition des fortifications et le comblement du fossé qui s'étendaient de la place Saint-Michel à celle des Épars. La création du boulevard Chasles (précédemment appelé boulevard Saint-Michel) et de la rue Mathurin Régnier. La destruction des remparts entre la porte Châtelet et la porte Saint-Jean, la création de la Caisse d'épargne de la ville, les abattoirs de Saint-Brice, une salle d'asile et l'éclairage au gaz de la ville.
Dans son journal, l'historien local de Chartres Adolphe Lecocq, note que « C'est son père qui servait d'intermédiaire pour toutes les demandes où son fils pouvait vous protéger ».
Après la révolution de 1848, il tente de revenir en politique et se présente à nouveau à la députation d'Eure-et-Loir, parmi 39 autres candidats. Il est balayé par le suffrage universel - qui est une nouveauté - recueillant 14.823 voix des 53.592 hommes qui ont participé au vote.

## Mariages et descendance
Il épouse en premières noces Pauline Le Bouteux-Dumonsseaux. De cette union, est issu un fils Charles Henri, mort à l'âge de 4 mois en 1824. Son épouse meurt en 1826.
Il épouse en secondes noces, en 1839, Geneviève Élisabeth Caigné, veuve de Alphonse Guillaume Victor Vingtain et fille de Maître Caigné, notaire à Paris, son prédécesseur lorsqu'il était notaire à Paris, rue de la Harpe. Sa seconde femme, avec laquelle il n'aura pas d'enfants, est mère de deux fils : Albert Vingtain et Léon Vingtain (1828-1879).
Adelphe Chasles n'a pas laissé de descendance. Le cimetière du Père-Lachaise (division 17) accueille son cénotaphe et son corps repose au cimetière de Vitray-sous-Brezolles.

## Hommages
- Nommé chevalier de la Légion d'honneur en 1844 ;
- En février 1868, la ville de Chartres a donné son nom au boulevard Saint-Michel qui relie la place des Épars à la place de la Porte-Saint-Michel.

## Sources
- « Dictionnaire des parlementaires français de 1789 à 1889 (Adolphe Robert, Edgar Bourloton et Gaston Cougny) », sur gallica BNF (consulté le 4 janvier 2014)